# 陸奧市
陸奧市（日语：／ Mutsu shi */?），是位於日本青森縣北部的城市，也是下北地方的中心城市和本州最北端的城市。轄區地處下北半島中央，其面積在青森縣内排名第一。南邊面向陸奧灣，北邊隔著津輕海峽與北海道相望，西部坐落著日本三大靈場之一的恐山，西邊則面向平館海峽。陸奧市是日本最早以平假名命名的城市。當地居民在對外通勤與就學方面與六所村有著密切的關聯。

## 地理

### 地勢
陸奧市西部為奧羽山脈向北延伸的山地，其海拔為600至700公尺。面向平館海峽的地區坐落著陡峭的懸崖，靠近東側的地區則坐落著燧岳、恐山及於法岳等火山。恐山坐落於那須火山帶的北端，其火山口中心附近為破火山口湖宇曾利湖，宇曾利湖周圍則坐落著屏風山、小盡山、大盡山與圓山等外輪山。南部坐落著下北半島的最高峰 - 海拔878公尺的釜臥山，以及毛無山、障子山、北國山、荒川山等山岳。

#### 河川
陸奧市內的河川多發源於境內的火山與台地地區。發源於田名部台地與東通村山間地帶的田名部川及其支流流經市內，並往南注入陸奧灣。流經西部的脇野澤川、戶澤川、檜川、宿野部川、男川等河也在南邊注入陸奧灣。發源於荒澤山的大畑川和正津川則往北注入津輕海峽。

### 氣候
陸奧市全年氣候涼爽。平原與海岸地區在冬季時的積雪深度約為70公分，降雪期則從12月持續至隔年3月。夏季受到挾帶涼冷空氣的東北風吹拂，對當地的農作物生長造成損害。

## 歷史
文治5年 (1189年) ，南部光行因在奧州合戰中立下戰功，而被源賴朝授予陸奧地區在內的陸奧國糠部5郡。寬文13年 (1673年) ，南部藩在田名部 (現陸奧市) 設置代官所，在當時作為下北地方的樞紐城市，並以田名部川的水運而繁榮。1870年，因為戊辰戰爭的緣故，原本為會津藩的叛軍被沒收領地，而作為交換，允許他們在斗南藩安身立命。會津藩在第二年被廢藩，現在僅有的遺跡位於陸奧市的斗南丘。
下北七湊之一的大湊在明治時代為大日本帝國海軍的軍港。在太平洋戰爭的末期，雖然大湊町並不是市制實施的地域，不過由於擁有海軍的基地而受到空襲。現在大湊亦有海上自衛隊的基地，並設置了以青森縣以北作為警備擔當區域的大湊地方隊地方總監部。該處亦為陸奧號（核動力船）的母港，並發展以海為中心的高新技術，同時第三產業的比重亦十分高。
1959年（昭和34年）9月1日，下北郡田名部町與大湊町合併成大湊田名部市（おおみなとたなぶし），為當時全日本文字數最多的城市（5個字）。而讀音也擁有8個音節，與當時的大和郡山市並列最長。之後文字數最多的紀錄為2005年成立的霞浦市（亦包括之後的市來串木野市及筑波未來市），數目為6個字。而讀音有8個音節亦包括之後的北九州市及四國中央市，而現在擁有最多音節為有9個音節的南九州市。
1960年（昭和35年）8月1日，市名改為陸奧市（むつ市），為日本最初以平假名命名的城市。2005年（平成17年）3月14日，下北郡川內町、大畑町、脇野澤村被編入。恐山的飛地因而消失。2009年（平成21年）9月24日，市政府從金谷一丁目遷移至中央一丁目（購物中心基地）。

## 行政
- 市長：宮下宗一郎（2014年（平成19年）6月29日～）
  - 出生於1952年（昭和27年）5月1日（55歳）簡歷（市議會議長）
- 陸奧市議會
  - 陸奧市的法定議員數目（自治法的上限）為30人，因為合併特例而擁有60人。在2007年（平成19年）9月30日的陸奧市議會議員選舉中，將地區劃分的總數目改為30（陸奧選區21、川內選舉區3、大畑選舉區4、脇野澤選舉區2）。

### 歷任市長
| 任    | 姓名       | 就任日期                   | 備注       |
| ----- | ---------- | -------------------------- | ---------- |
| 1-2   | 杉山勝雄   | 1959年（昭和34年）10月3日  |            |
| 3-4   | 河野幸藏   | 1965年（昭和40年）10月20日 |            |
| 5     | 菊地渙治   | 1973年（昭和48年）10月20日 |            |
| 6     | 河野幸藏   | 1977年（昭和52年）10月20日 |            |
| 7     | 菊地渙治   | 1981年（昭和56年）10月20日 |            |
| 8-13  | 杉山肅     | 1985年（昭和60年）10月20日 | 任期內病逝 |
| 14-15 | 宮下順一郎 | 2007年（平成19年）7月15日  | 任期內病逝 |
| 16-18 | 宮下宗一郎 | 2014年（平成19年）6月29日  | 任期中辭職 |
| 19    | 山本知也   | 2023年（令和5年）4月23日   |            |

### 市政府
- 總廳／陸奧市中央一丁目8-1
- 川內廳舍／陸奧市川內町川內477
- 大畑廳舍／陸奧市大畑町中島108-5
- 脇野澤廳舍／陸奧市脇野澤渡向107-1

## 經濟

### 產業
- MAEDA - 青森縣主要的超級市場。
- 扇貝養殖
- ATSUGI
- 關乃井造酒
- 吉田糕點店舖
- 海產食品Minamiya
- 再利用燃料儲藏

#### 漁業
陸奧市境內共有大湊港、川内港、關根濱港3個港灣，以及濱奥内漁港、角違漁港、檜川漁港、宿野部漁港、蠣崎漁港、小澤漁港、脇野澤漁港、九艘泊漁港、木野部漁港、大畑漁港、正津川漁港、關根漁港共12座漁港。

### 郵政

#### 配送據點
- 郵政事業陸奧分店
  - 大畑配送中心
  - 陸奧川內配送中心

#### 郵政局
- 陸奧郵政局（84009）
- 大畑郵政局（84016）
- 陸奧川內郵政局（84017）
- 脇野澤郵便局（84027）
- 大湊郵政局（84029）
- 陸奧櫻木町郵政局（84098）
- 近川站前郵政局（84167）
- 宿野部郵政局（84178）
- 大湊站前郵政局（84201）
- 陸奧關根郵政局（84202）
- 正津川郵政局（84215）
- 陸奧中央二郵政局（84221）
- 陸奧柳町郵政局（84247）
- 蛎崎簡易郵政局（84714）
- 城澤簡易郵政局（84719）

## 交通

### 鐵道
- 東日本旅客鐵道
  - 大湊線：近川站 - 金谷澤站 - 赤川站 - 下北站 - 大湊站
  - 以前有從下北站至大畑站行駛的下北交通大畑線。在舊下北交通大畑辦事處保存了3卡氣動車。

### 巴士
- JR巴士東北
  - 下北線（[田名部站～大湊站～川內町汽車站|川内町～脇野澤村）
  - 以前JR巴士東北曾經有行駛仙台的「エクスノース」夜行巴士。
- 下北交通
  - 陸奧線（陸奧公共汽車終點站～大畑）
  - 佐井線（下北站～陸奧公共汽車終點站～大畑～大間～佐井）
  - 青森．野邊地線（陸奧公共汽車終點站～近川～橫濱～野邊地～青森）
- 川內交通 - JR巴士代替路線
- 脇野澤交通 - JR巴士代替路線

### 道路

#### 一般國道
- 國道279號（田名部街道 愛稱：玫瑰線）
- 國道338號（北濱街道 愛稱：海峽線）
- 國道279號陸奧側道
- 國道338號陸奧側道

#### 縣道
- 青森縣道4號 青森縣道4號陸奧恐山公園大畑線
- 青森縣道6號 青森縣道6號陸奧尻屋崎線
- 青森縣道7號 青森縣道7號陸奧東通線
- 青森縣道46號 青森縣道46號川內佐井線（愛稱：羚羊線）
- 青森縣道174號 青森縣道174號長坂大湊線
- 青森縣道175號 青森縣道175號九艘泊脇野澤線
- 青森縣道176號 青森縣道176號赤川下北停車場線
- 青森縣道177號 青森縣道177號海老川新町線
- 青森縣道232號 青森縣道232號大畑港線
- 青森縣道253號 青森縣道253號長後川內線
- 青森縣道266號 青森縣道266號關根蒲野澤線
- 青森縣道271號 青森縣道271號赤川停車場線
- 青森縣道272號 青森縣道272號下北停車場線
- 青森縣道273號 青森縣道273號田名部停車場線
- 青森縣道274號 青森縣道274號陸奧關根停車場線
- 青森縣道275號 青森縣道275號川代停車場線
- 青森縣道277號 青森縣道277號正津川停車場線
- 青森縣道278號 青森縣道278號大畑停車場線
- 青森縣道284號 青森縣道284號藥研佐井線

#### 道之驛
- 道之驛川內湖（愛稱：野平高原交流中心）
  - 位於青森縣道253號 青森縣道253號長後川內線
- 道之驛脇野澤
  - 位於國道338號

### 港灣
- 大湊港
- 關根濱港
- 脇野澤港
  - シィライン（青森～脇野澤～佐井）
  - 陸奧灣渡輪（蟹田～脇野澤）

## 觀光

### 景點、遺跡
- 恐山（日本三大靈場）
- 宇曾利湖（強酸性的破火山口湖）
- 釜臥山展望台（夜景）
- 釜臥山滑雪場
- 陸奧市文物收藏庫（櫻木町）
- 海上自衛隊展示資料館「北洋館」（舊大湊重要港部會議所（舊大湊水交分社））（大湊町）
- 水源地公園（櫻花名勝，舊海軍大湊重要港部水源地堰堤（日本最古老的石拱形水庫）縣貴重寶物）
- 猿山公苑（最北端的猴子）
- 川內水庫
- 川內湖（水庫湖）
- 陸奧科學技術館（原子能船「陸奧」紀念館）  （页面存档备份，存于）
- 鉞廣場（陸奧下北旅遊物產館）
- 鯛島
- 常念寺（田名部） - 木造阿彌陀如來佛坐像（平安時代末期）國家重要文化遺產  （页面存档备份，存于）
- 下北防雪蛋
- 蠣崎城
- 田名部館（代官山公園）

### 溫泉
- 恐山溫泉
- 藥研溫泉
- 奧藥研溫泉
- 湯野川溫泉
- 陸奧矢立溫泉
- 湯坂溫泉
- 石神溫泉
- 斗南溫泉
- 小川溫泉
- 內田溫泉

### 祭典
- 大湊ネブタ
- 大湊祭
- 田名部子どもネブタ
- 田名部祭
- 田名部おしまこ
- 奧內歌舞伎
- 栗山神樂
- 能舞（烏澤地區）
- 恐山大祭
- 恐山秋詣り

### 特別活動
- 蘆崎灣的挖蛤蜊
- 陸奧櫻祭
- 海之祭典（最近沒有舉行）

## 地域

### 教育

#### 高等學校
- 青森縣立田名部高等學校
- 青森縣立大湊高等學校
- 青森縣立陸奧工業高等學校
- 青森縣立田名部高等學校大畑校舍
- 青森縣立大湊高等學校川內校舍

#### 中學
| - 陸奧市立田名部中學 - 陸奧市立陸奧中學 - 陸奧市立關根中學 - 陸奧市立近川中學 | - 陸奧市立大平中學 - 陸奧市立大湊中學 - 陸奧市立角違中學 | - 陸奧市立川內中學 - 陸奧市立大畑中學 - 陸奧市立脇野澤中學 |

#### 小學
| - 陸奧市立第一田名部小學 - 陸奧市立第二田名部小學 - 陸奧市立第三田名部小學 - 陸奧市立奧內小學 - 陸奧市立關根小學 - 陸奧市立烏澤小學 - 陸奧市立大平小學 - 陸奧市立大湊小學 | - 陸奧市立城澤小學 - 陸奧市立角違小學 - 陸奧市立苫生小學 - 陸奧市立第一川內小學 - 陸奧市立檜川小學 - 陸奧市立宿野部小學 - 陸奧市立蛎崎小學 | - 陸奧市立第二川內小學 - 陸奧市立大畑小學 - 陸奧市立二枚橋小學 - 陸奧市立正津川小學 - 陸奧市立小目名小學 - 陸奧市立關根橋小學 - 陸奧市立脇野澤小學 |

#### 學校教育以外的設施
- 青森縣立陸奧高等技術專門學校（基於職業能力開發促進法的職業能力開發學校）
- 陸奧職業能力開發學校

### 所屬警察署
- 青森縣警察陸奧警察署

### 金融
- 青森銀行
- 陸奧銀行
- 青之森信用金庫（舊下北信用金庫）
- 青森縣信用組合
- 十和田奧入懶農業協同組合（舊玫瑰農業協同組合）
- 東北工人金庫

## 姊妹城市、提攜都市

### 國外
- 安吉利斯港（美國華盛頓州）
  - 1995年（平成7年）8月14日作姊妹城市提攜（在教育、文化、經濟等作出交流。 ）

### 國內
- 陸奧市的「恐山」與北海道茅部郡惠山町（現函館市）的「惠山」，於1971年（昭和46年）3月2日成為姊妹旅遊地。
- 福島縣會津若松市於1984年（昭和59年）9月23日作姊妹城市提攜。原因是因為擁有會津藩士的移居的歷史背景。

## 本地出身的名人
- 朝比奈ゆうや（漫畫家）
- 北之花吉保（相撲選手）
- 櫛引彩香（歌手、填詞人）
- 泰河慎一（聲優）
- 早川啓二（動畫監督、導演）
- 細川ふみえ（演員）
- 松山研一（演員）
- 陸奧利之（漫畫家）
- 柳澤龍志（格鬥選手）
- 2代柳家蝠丸（落語家）
- amazarashi（搖滾樂隊）
- 岸本鷹幸（田徑400米跨欄選手）

### 舊川內町出身
- 中川五郎治（1768年（明和5年） - 1848年（弘化5年）：日本種痘的先驅者）
- 堀川乘經（僧侶，北海道函館市的河川、龜田川的治水工程）
- 藤崎龍（漫畫家）
- 田中忠三郎（民族生活用具學者）

### 舊田名部町出身
- 川島雄三（電影導演）
- 木村藤子（靈能力者）

## 外部連結
- 陸奧市 （页面存档备份，存于）（日語）